# Bouchon
Bouchon település Franciaországban, Somme megyében. Lakosainak száma 158 fő (2022. január 1.). Bouchon L’Étoile, Long, Mouflers és Villers-sous-Ailly községekkel határos.

## Népesség
A település népességének változása:
| Lakosok száma | 151  | 152  | 153  | 155  | 156  | 158  | 159  | 159  | 158  |
|               | 2013 | 2015 | 2016 | 2017 | 2018 | 2019 | 2020 | 2021 | 2022 |